# Леонар, Рене
Рене́ Леона́р (фр. René Léonard) — французский автогонщик, вместе с Андре Лагашем выигравший первые соревнования «24 часа Ле-Мана» в 1923 году.
Леонар работал инженером на автомобильном предприятии «Шенар-Валькер» и был выбран в качестве пилота модели «Sport» для участия в 24-часовой гонке в Ле-Мане. За сутки машина преодолела 2209 км, обогнав другую модель «Шенар-Валькер» на четыре круга. Леонар продолжал участвовать в гонках в Ле-Мане за ту же команду следующие два года, но больше ни разу не финишировал.
В 1925 году Лагаш и Леонар выиграли «24 часа Спа», вторую гонку этих соревнований. В 1925 и 1926 годах команда завоевала кубок Жоржа Буалло, а в 1926 году Леонар выиграл Гран-при Гипускоа.